# International Association of Women Judges
L' International Association of Women Judges (IAWJ) -Associació Internacional de Dones Jutgesses- és una organització no governamental sense ànim de lucre fundada en 1991 els membres del qual són jutges de tot el món compromesos amb la justícia igualitària per a les dones.

## Història
La IAWJ es va fundar en 1991 després que cinquanta jutgesses de tot el món fossin convidades a participar en la reunió del desè aniversari de l'Associació Nacional de Dones Jutgesses dels Estats Units. Es va decidir que la discriminació de gènere en el poder judicial seria més fàcil de combatre amb la formació d'una aliança internacional. A l'octubre de 1991, jutgesses de 15 països van aprovar la constitució inaugural de la IAWJ.
La seva primera reunió es va celebrar a l'octubre de 1992 i va congregar en San Diego a 82 jutgesses de 42 països diferents. El tema que més els interessava era la violència familiar. Les jutgesses van patrocinar tallers i conferències a tot el món per a ensenyar sobre la prevalença de la violència domèstica, com prevenir-la i com promulgar lleis que la tipifiquin com a delicte amb penes. La IAWJ també va assumir un projecte per a educar als jutges sobre com aplicar els instruments internacionals de drets humans als casos que afecten les dones en els tribunals locals.
La primera presidenta de la IAWJ va ser Arline Pacht. Al maig de 1994, va celebrar a Roma una conferència sobre la violència domèstica.
En 2010, quan la baronessa Hali del Regne Unit va ser elegida presidenta de la AIMJ, aquesta comptava amb més de 4.000 membres de més de 90 països. En 2017, comptava amb més de 5.000 membres. En 2019, comptava amb més de 6.000 membres.

## Estructura i programes
La IAWJ té la seva seu a Washington DC i és una organització no governamental sense ànim de lucre. Els seus membres representen a tots els nivells de la judicatura a tot el món. Pretén ser pionera en programes d'educació judicial per a promoure els drets humans, eliminar els prejudicis de gènere dels sistemes judicials i fomentar l'accés de les dones als tribunals. Compta amb una Junta Directiva de deu membres i un Consell Executiu de set membres.
La IAWJ celebra una conferència biennal, en la qual es trien els nous membres de la junta directiva. La conferència general de la IAWJ de 2023 se celebrarà a Marràqueix (el Marroc) de l'11 al 15 de maig.